# Farganaud
Le Farganaud, également appelé Fayoulet ou ruisseau de Fayoulet dans sa partie amont, est un ruisseau français du département de la Dordogne, en région Nouvelle-Aquitaine, affluent de rive droite de l'Isle et sous-affluent de la Dordogne.

## Géographie

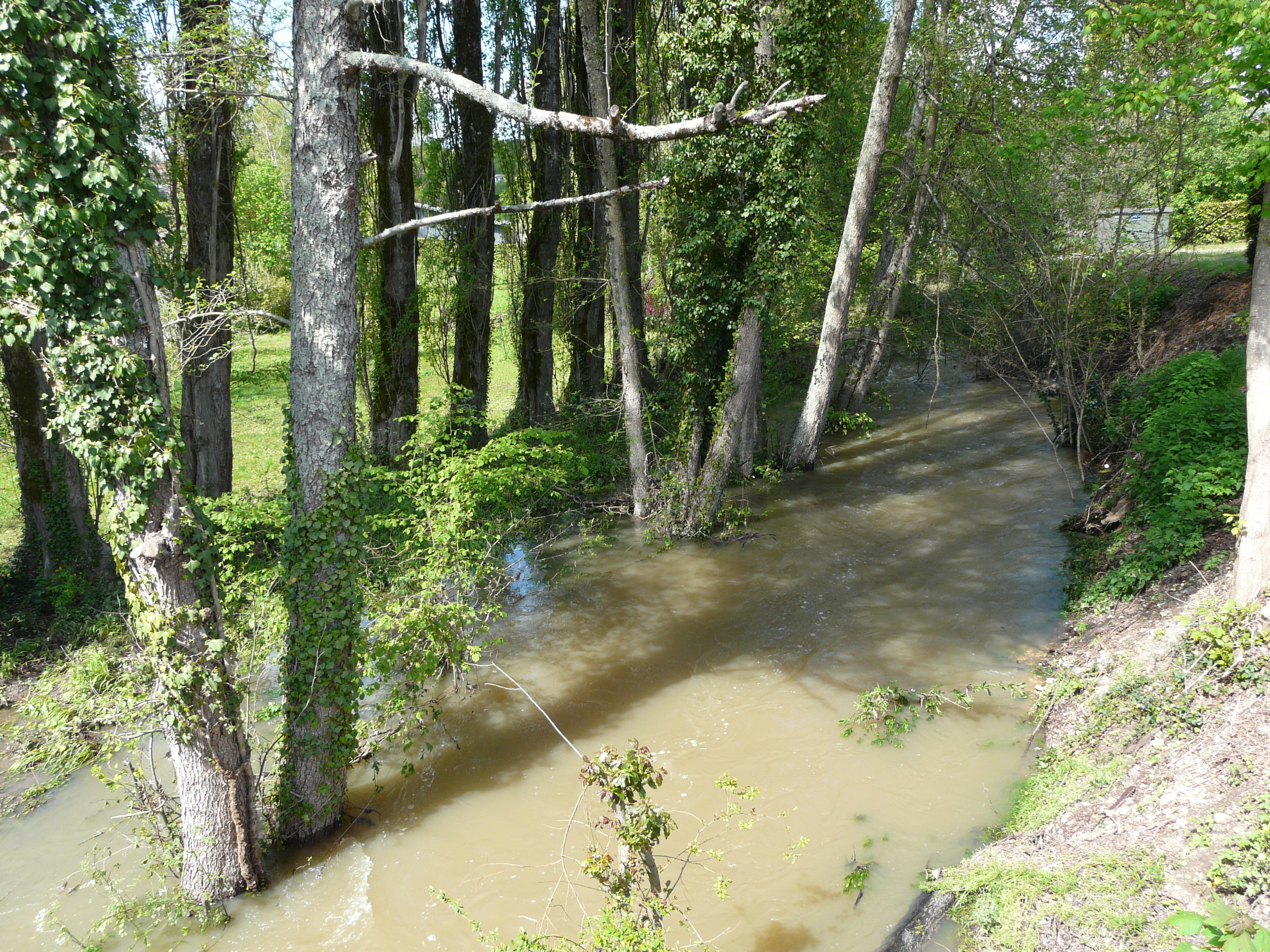
Le Farganaud en crue au pont de la RD 3, à Saint-Laurent-des-Hommes.

Pour le Sandre, le Farganaud est un cours d'eau dont la partie amont porte le nom de Fayoulet, ou ruisseau de Fayoulet. Sur la carte de randonnée de l'IGN no 1735 E, le Farganaud résulte de la confluence du ruisseau de Fayoulet et du ruisseau de la Cigale.
Le ruisseau de Fayoulet prend sa source à 97 mètres d'altitude au cœur de la forêt de la Double sur la commune de Saint-Michel-de-Double, dans le Bois de Bel Arbre, à une dizaine de mètres du territoire communal d'Échourgnac. Brièvement, son cours s'écoule vers le sud-est.
Il est retenu à l'étang de Castillon, et oblique vers le sud. Il est franchi par la route départementale (RD) 38 et reçoit en rive droite le ruisseau de la Cigale. À partir de ce confluent le ruisseau prend le nom de Farganaud. Il passe sous la RD 40, est rejoint par le ruisseau du Chanvre en rive droite puis est retenu à l'étang de Farganaud, un plan d'eau de huit hectares longé par le GR 646. Sortant de la forêt de la Double, il prend la direction du sud-ouest et passe sous la RD 3 à l'ouest du bourg de Saint-Laurent-des-Hommes.
Il arrive sur la plaine alluviale et rejoint l'Isle en rive droite, sur la commune de Saint-Laurent-des-Hommes, à 34 mètres d'altitude, au sud du lieu-dit Chaulant, un kilomètre en amont du moulin de Duellas.
Selon le Sandre, le Farganaud a une longueur de 14,6 kilomètres.

### Communes, arrondissement et département traversés
À l'intérieur du département de la Dordogne, le Farganaud arrose deux communes, soit d'amont vers l'aval : Saint-Michel-de-Double (source) et Saint-Laurent-des-Hommes (confluence), situées dans l'arrondissement de Périgueux.

### Bassin versant
Le bassin versant du Farganaud s'étend sur 43 km2. 
Il est constitué à 55,13 % de « forêts et milieux semi-naturels », à 44,76 % de « territoires agricoles » et à 0,81 % de « territoires artificialisés ».
Outre les deux communes baignées par le Farganaud, le bassin versant en concerne deux autres, Échourgnac et Saint-Barthélemy-de-Bellegarde, arrosées par le ruisseau de la Cigale.

### Affluents
Parmi les neuf affluents répertoriés par le Sandre, quatre situés en rive droite dépassent les deux kilomètres de longueur, soit d'amont vers l'aval :
- un ruisseau sans nom long de 4,1 km[3], qui alimente une succession d'étangs : de Richou, des Landes, du Bournat, de Berry, des Jarthes ;
- le ruisseau de la Cigale, avec 6,4 km[2], qui alimente les étangs de Couyet et de Millaud et sert de limite entre les communes de Saint-Barthélemy-de-Bellegarde et Saint-Michel-de-Double ;
- le ruisseau du Chanvre, avec 2,2 km[4] ;
- un ruisseau sans nom long de 2,6 km[5].

Le ruisseau de la Cigale ayant un sous-affluent, le nombre de Strahler du Farganaud est de quatre.

## Hydrologie

### Risque inondation
Un plan de prévention du risque inondation (PPRI) a été approuvé pour la vallée de l'Isle dans le Montponnais en 2007, incluant la partie aval du Farganaud à Saint-Laurent-des-Hommes, sur ses deux derniers kilomètres,

## Environnement
Hormis le tronçon terminal long de quatre kilomètres en aval de l'étang de Farganaud, la majeure partie des vallées et étangs du bassin versant du Farganaud est doublement protégée : par la zone naturelle d'intérêt écologique, faunistique et floristique (ZNIEFF) de type II des « vallées et étangs de la Double »,, et par le réseau Natura 2000 pour les « vallées de la Double »,. Comme les autres vallées en forêt de la Double, il s'agit d'un site important pour la conservation d'espèces animales européennes menacées : la loutre d'Europe (Lutra lutra), le vison d'Europe (Mustela lutreola), le chabot fluviatile (Cottus perifretum), la lamproie de Planer (Lampetra planeri), la cistude d'Europe (Emys orbicularis), l'écrevisse à pattes blanches (Austropotamobius pallipes), le cuivré des marais (Lycaena dispar), le damier de la succise (Euphydryas aurinia), le fadet des laîches (Coenonympha oedippus) et le gomphe de Graslin (Gomphus graslinii).
Les sept cents derniers mètres au niveau de la zone de confluence avec l'Isle font partie d'une autre zone Natura 2000 de la « vallée de l'Isle de Périgueux à sa confluence avec la Dordogne »,. Parmi les nombreuses espèces qui peuvent y être présentes, plusieurs font partie de l'annexe II de la directive habitats :
- neuf poissons :  l'alose feinte (Alosa fallax), la bouvière (Rhodeus amarus), le chabot fluviatile (Cottus perifretum), la grande alose (Alosa alosa), la lamproie de Planer (Lampetra planeri), la lamproie de rivière (Lampetra fluviatilis), la lamproie marine (Petromyzon marinus), le saumon atlantique (Salmo salar) et le toxostome (Parachondrostoma toxostoma),
- huit insectes : l'agrion de Mercure (Coenagrion mercuriale), la cordulie à corps fin (Oxygastra curtisii), la cordulie splendide (Macromia splendens), le cuivré des marais (Lycaena dispar), le damier de la succise (Euphydryas aurinia), le gomphe de Graslin (Gomphus graslinii), le grand capricorne Cerambyx cerdo et le lucane cerf-volant (Lucanus cervus),
- deux mammifères : la loutre d'Europe (Lutra lutra) et le vison d'Europe (Mustela lutreola),
- une tortue, la cistude d'Europe (Emys orbicularis),
- l'écrevisse à pattes blanches (Austropotamobius pallipes),
- ainsi qu'une plante, l'angélique des estuaires (Angelica heterocarpa).

## Galerie de photos

Le Farganaud
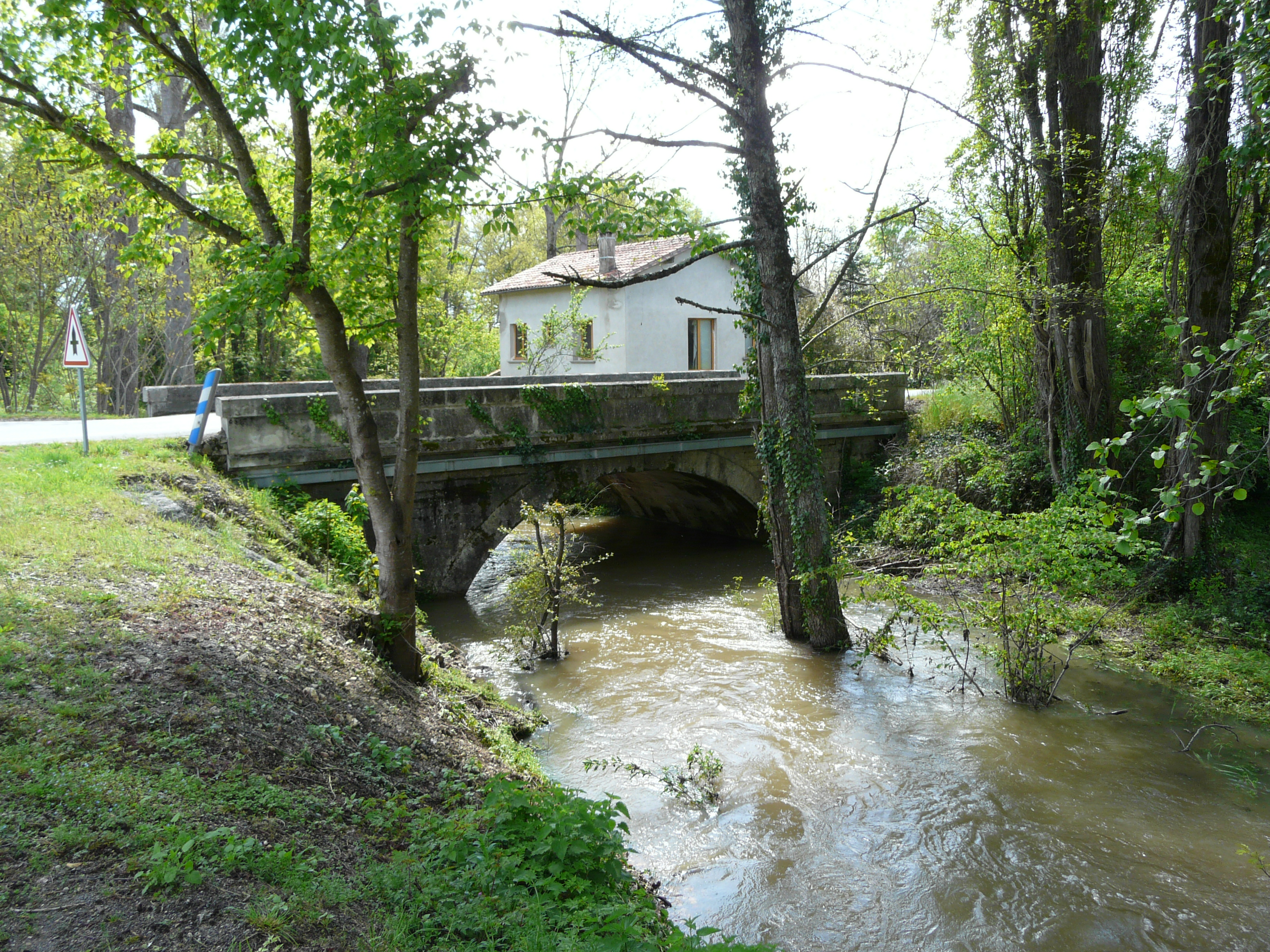
Le pont de la RD 3 à Saint-Laurent-des-Hommes lors d'une crue.
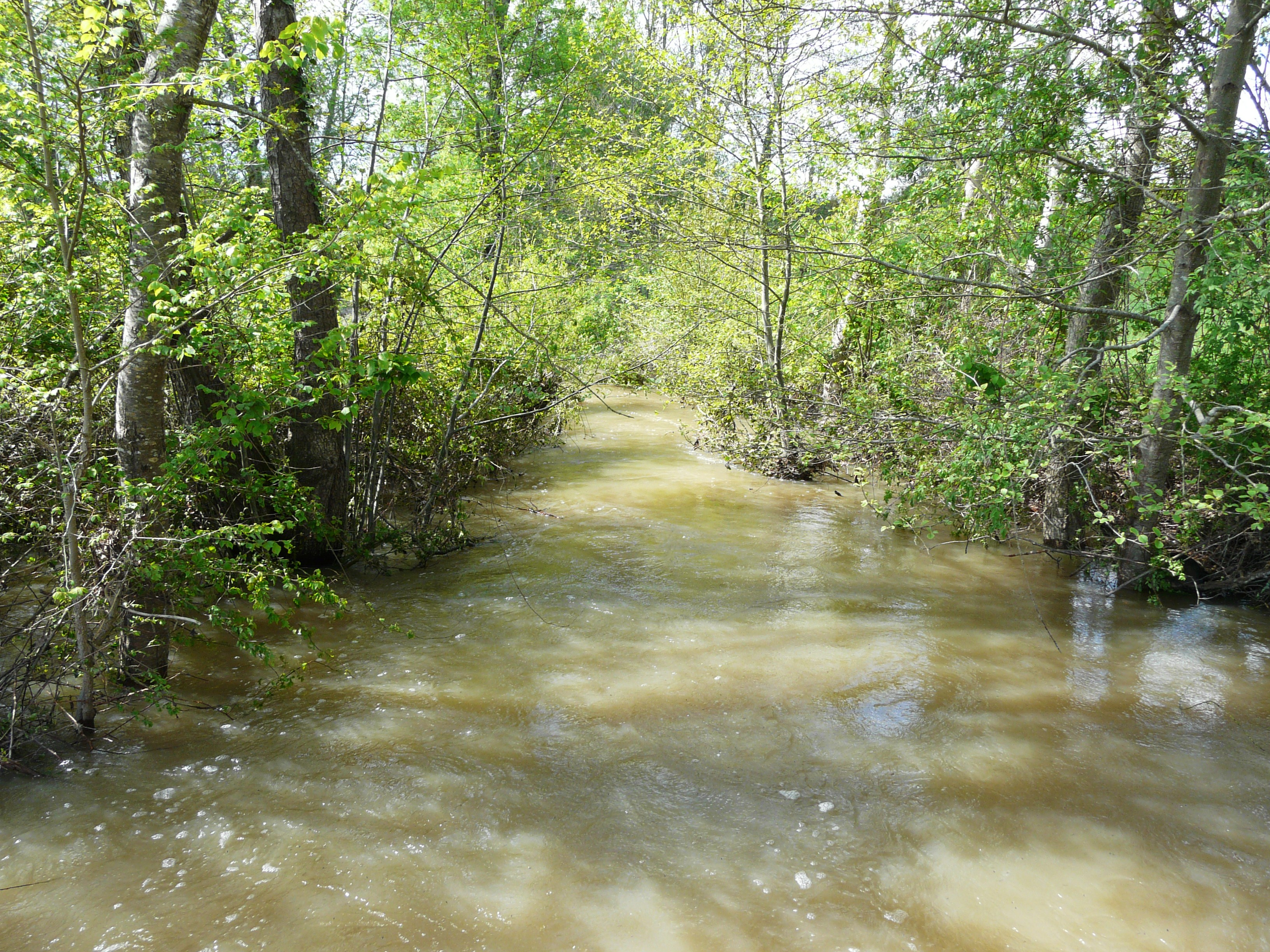
À l'ouest de Saint-Laurent-des-Hommes lors d'une crue.